# Droits de l'homme en Ouganda
Les droits de l'homme en Ouganda en tant qu'État concernent les difficultés rencontrées pour faire respecter les normes internationales en matière de droits de l'homme par tous les citoyens. Ces difficultés sont liées à la mise en place d'installations sanitaires adéquates, aux déplacements internes, au développement d'infrastructures appropriées, ainsi qu'aux mauvais traitements infligés à la communauté LGBT, aux femmes et aux enfants. Néanmoins, l'Ouganda, selon le profil humanitaire parrainé par Relief Web - 2012, réalise des développements considérables dans ce domaine.
Dans le rapport Freedom in the World 2020, Freedom House a identifié l'Ouganda comme un pays considéré comme « non libre ». La situation des droits de l'homme en Ouganda est préoccupante à plusieurs égards, et la classification « Pas libre » est due à la faiblesse des droits politiques et des libertés civiles.

## Conflit dans le nord
Depuis que divers groupes rebelles ont commencé à combattre le gouvernement du président Yoweri Museveni, en août 1986, environ 2 millions d'Ougandais ont été déplacés  et des dizaines de milliers ont été tués. On estime que 67 000 enfants ont été enlevés par la LRA pour être utilisés comme enfants soldats et esclaves depuis 1987.
La signature d'un accord de cessation des hostilités en 2006 grâce à une campagne réussie menée par les Forces de défense du peuple ougandais (UPDF) a mis fin aux violences de la LRA en Ouganda,.
Le conflit passé dans le nord du pays entre les Forces de défense du peuple ougandais (UPDF) et l'Armée de résistance du Seigneur (LRA)  décimé l'économie, retardé le développement des zones touchées et entraîné de nombreuses violations flagrantes des droits de l'homme. Ces violations se sont concentrées sur l'insuffisance de l'aide d'urgence fournie aux personnes déplacées à l'intérieur du pays qui fuyaient leurs maisons pour échapper à la LRA. Au cours des douze années qui se sont écoulées depuis la signature de l'accord sur la cessation des hostilités, un grand nombre de ces personnes déplacées sont rentrées chez elles et un programme de réhabilitation et de redéveloppement est en cours. Le gouvernement ougandais et les Nations unies  ont reconnu qu'il s'agit d'un travail en cours et que des améliorations considérables doivent être apportées. À cet égard, un programme de réhabilitation a été lancé 
Dominic Ongwen, qui était un enfant soldat et l'un des dirigeants de l'Armée de résistance du Seigneur (LRA) a été condamné le 02-04-2021 par la Cour pénale internationale (CPI) pour un large éventail de crimes sexuels et sexistes, 70 au total, et il a été reconnu coupable de 61 crimes, commis entre le 1er juillet 2002 et le 31 décembre 2005 dans le nord de l'Ouganda,,.

## Persécution des homosexuels
En octobre 2009, un projet de loi a été déposé au Parlement ougandais intitulé « Anti-Homosexuality Bill 2009 » appelant à des peines plus sévères pour les homosexuels, pouvant aller jusqu'à la peine de mort. Dans sa version initiale, ce projet de loi prévoit également que tout citoyen qui soupçonne une autre personne d'être homosexuelle est tenu de dénoncer l'homosexuel à la police, sous peine de se voir infliger une amende ou une peine de prison. La proposition de loi va jusqu'à interdire aux propriétaires de louer à un homosexuel connu et à interdire toute discussion publique sur l'homosexualité.
La communauté internationale s'est fortement opposée à l'introduction de ce projet de loi et a exprimé son inquiétude quant à son éventuelle adoption, en effet le président américain Barack Obama l'a qualifié d'« odieux ». En raison de la pression internationale croissante, le projet de loi n'a jamais dépassé le stade de la commission.
Le 7 mars 2012, le député d'arrière-ban David Bahati a réintroduit le projet de loi, ce qui a suscité une vive controverse. Il s'est toutefois efforcé de souligner que la disposition relative à la peine de mort avait été jugée inutile et retirée du projet de loi lors de l'examen en commission au cours de la 8e législature. Ainsi, le projet de loi tel qu'il a été présenté à la 9e législature ne contenait aucune disposition relative à la peine de mort.
Ce projet de loi reste très critiqué et controversé. Il a de nouveau fait l'objet d'une condamnation générale. Le gouvernement ougandais, en réponse à cette condamnation, a publié une déclaration citant le fait que le projet de loi était un projet de loi privé et qu'il n'avait pas le soutien du gouvernement.
Le 24 février 2014, le président Yoweri Museveni a promulgué le « projet de loi contre l'homosexualité ». Le lendemain, le tabloïd "Red Pepper" a publié une liste de 200 hommes prétendument homosexuels.
À la suite du durcissement de la loi, plusieurs pays industrialisés occidentaux, dont la Suède, les États-Unis et les Pays-Bas, ont suspendu leur aide à l'Ouganda. La Banque mondiale a reporté un prêt de 90 millions de dollars au système de santé ougandais en raison de la loi.

## Exactions des forces de sécurité ougandaises
« Le 14 juin [2003], des agents de la [Violent Crime Crack Unit Green] ont arrêté Nsangi Murisidi, âgé de 29 ans, soupçonné d'avoir aidé des amis à commettre un vol et d'être en possession d'une arme à feu. Ses proches ont tenté en vain de lui rendre visite en détention. Le 18 juin, l'avocat représentant la famille a reçu la confirmation de son décès en détention alors qu'il se trouvait au siège de la VCCU à Kireka, dans la banlieue de Kampala. Le certificat de décès a établi que la cause de la mort était une perte importante de liquide et de sang, une hémorragie cérébrale grave et des brûlures profondes et étendues sur les fesses. Le corps portait également 14 blessures profondes. En octobre, le ministre de l'intérieur a informé Amnesty International qu'une enquête avait été ordonnée, mais aucun progrès n'a été signalé par la suite ».
En 2020, les forces de sécurité, y compris la police, l'armée (UPDF) et les Forces de défense locales, ont utilisé une force extensive, inutile et parfois mortelle pour imposer la distanciation sociale et d'autres mesures qui ont été mises en place pour lutter contre le COVID-19 et pas moins de 66 personnes ont été tués à partir de mars 2020 et environ 12 tués en raison de la violation des mesures de verrouillage.
Le 28 décembre 2021, un romancier lauréat du prix PEN Pinter Prize (en) International Writer, Kakwenza Rukirabashaija (en), a été arrêté pour des allégations selon lesquelles il critiquerait le président Yoweri Museveni et son fils. Il aurait été torturé en garde à vue par les forces de sécurité,,,,,,,.

## Liberté politique
En avril 2005, deux députés de l'opposition ont été arrêtés pour ce que l'on pense être des accusations à motivation politique. Ronald Reagan Okumu (en) et Michael Nyeko Ocula sont du Forum pour le changement démocratique (FDC), le mouvement considéré comme la plus grande menace pour la réélection du président Yoweri Museveni en 2006.
L'opposition la plus en vue au président Museveni, Kizza Besigye, s'est présentée trois fois aux élections et a été battue à chaque fois. A l'occasion de sa dernière défaite (élections de 2011), Kizza Besigye a appelé tous les membres de son parti FDC à boycotter le parlement et à ne pas prendre leurs sièges en tant qu'élus. Les membres du parti du FDC ont refusé de le faire et Kizza Besigye a démissionné en tant que chef du parti. Besigye est une personnalité politique de premier plan et il a identifié plusieurs incidents au cours desquels sa liberté politique a été violée. Notamment en 2011, Kizza Besigye a été placé en arrestation préventive, mais il a été immédiatement libéré car cette arrestation a été jugée illégale par les tribunaux ougandais.
Après une campagne électorale très disputée en 2016, le président Yoweri Museveni a été réélu et sa réélection a été vérifiée de manière indépendante par Amnesty International. Malgré la vérification des résultats des élections, Amnesty a exprimé des inquiétudes concernant les violences électorales présumées et les restrictions à la liberté de la presse.
En 2020, plusieurs dizaines de personnes ont été tuées par les forces de sécurité comme la police et d'autres organes de sécurité du pays dans différentes régions dans des circonstances et dans le contexte de campagnes électorales en tête des élections générales de 2021. Deux jours après les élections, le 16 janvier 2021, Yoweri Meseveni chef du Mouvement de résistance nationale (NRM) qui est président depuis trente-cinq (35) ans a été déclaré vainqueur à la présidence par la Commission électorale (en) qui a déclaré qu'il avait 58,6% du total votes, que Robert Kyagulanyi, chef de la Plateforme de l'unité nationale (NUP) a obtenu 34,8 % du total des votes. Robert Kyagulanyi a rempli une contestation judiciaire auprès de la Cour suprême et le 22 février, il s'est retiré en affirmant que les juges étaient partiaux,.

## Liberté de la presse
Comme dans de nombreux pays africains, les agences gouvernementales continuent d'empiéter sur les droits des LGBT en Ouganda.
Fin 2002, le journal indépendant Monitor a été temporairement fermé par l'armée et la police. Les journalistes du journal ont continué d'être la cible d'attaques en 2004, dont deux ont été publiquement dénoncés comme « collaborateurs rebelles » par un porte-parole de l'UPDF.
En février 2004, la Cour suprême a déclaré que le délit de « publication de fausses nouvelles » était nul et inconstitutionnel.
En 2005, l'Ouganda a été classé 13e presse la plus libre de 48 pays d'Afrique subsaharienne  En 2010, l'Ouganda a été classé 15e presse la plus libre de 48 pays.
Le 24 janvier 2012, Issac Kasamani, un photojournaliste, a affirmé dans un article de journal qu'il avait été abattu par un policier alors qu'il couvrait un rassemblement de l'opposition. Une enquête indépendante sur cet incident a été immédiatement ordonnée et un rapport indépendant rédigé par un ressortissant étranger a conclu qu'aucune balle réelle n'avait été tirée à la date en question. Lors de la publication de ce rapport, le ministre ougandais Hon. James Baba (en) s'est dit préoccupé par les normes de reportage entourant l'incident et a annoncé son intention d'examiner de près la réglementation des médias. C'est une préoccupation internationale.
En novembre 2012, John Ssegawa, coréalisateur de la pièce critique State of the Nation, a signalé que le Conseil des médias de l'Ouganda avait décidé d'interdire toute nouvelle représentation. M. Ssegawa a déclaré que la compagnie de production théâtrale continuerait à mettre en scène la pièce et à défier l'interdiction.

## Les droits des femmes

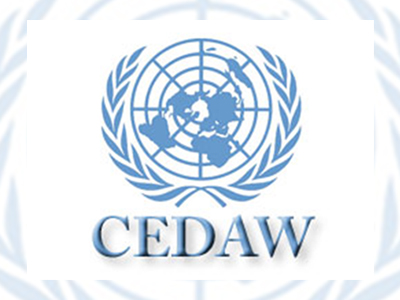
La Convention sur l'élimination de toutes les formes de discrimination à l'égard des femmes (CEDAW)

Les responsables ougandais ont ratifié la Convention sur l'élimination de toutes les formes de discrimination à l'égard des femmes (CEDAW) le 22 juillet 1985. Les pays qui ont choisi de ratifier la CEDAW avaient un an pour soumettre un rapport officiel à la convention et sont tenus d'en déposer un tous les quatre ans après le premier rapport. Le gouvernement ougandais, cependant, a soumis son rapport officiel sur la CEDAW cinq ans après la ratification, en 1990. La Convention sur l'élimination de toutes les formes de discrimination à l'égard des femmes (CEDAW) exige que les signataires abolissent la discrimination à l'égard des femmes et mettent en œuvre des politiques qui favorisent l'égalité des droits des femmes. L'article 21 de la Constitution ougandaise suit les politiques de la CEDAW, garantissant le droit à l'égalité pour tous dans les sphères politique, économique et sociale de l'Ouganda. L'article affirme en outre que personne ne doit subir de discrimination en raison de son sexe, de sa race, de son origine ethnique, de son handicap, de sa tribu, de sa religion, de son statut socio-économique ou de son affiliation politique.
Selon l'Union interparlementaire, en 2017, l'Ouganda n'a pas signalé son statut de mise en œuvre de la CEDAW depuis 2010. L'Ouganda n'a pas non plus ratifié le protocole facultatif de la Convention. Ce protocole facultatif permet aux comités de la CEDAW de recevoir et de traiter les plaintes déposées par les électeurs signataires concernant les violations des droits garantis par la CEDAW. Cela dit, les données de l'enquête publique Varieties of Democracy concernant les libertés civiles des femmes - une agrégation des données sur la liberté de mouvement domestique, de travail forcé, de droits de propriété et d'accès à la justice - montrent qu'entre les années 1986 et 2019, le Le public ougandais croyait que la majorité des femmes du pays bénéficiaient d'un niveau moyen à élevé de ces libertés .

### Droits de propriété
Les femmes ougandaises ont défendu l'égalité des droits de propriété pour les femmes, les pasteurs et divers autres groupes marginalisés. Les femmes ont également participé activement à des organisations (c'est-à-dire L'Uganda Land Alliance, l'Uganda Association of Women Lawyers) qui luttent activement pour les droits des communautés marginalisées et qui remettent également en question le régime foncier coutumier ougandais. Il est important de noter que les règles coutumières ont une grande importance dans la société ougandaise, en particulier en ce qui concerne le régime foncier et les droits de propriété .
L'Ouganda a connu plusieurs réformes agraires au fil des ans, une réforme importante étant la loi foncière de 1998. En vertu de la loi foncière, les femmes se voient accorder des droits égaux à la terre en Ouganda, leur permettant de posséder des terres principalement par l'intermédiaire de leurs pères, frères ou maris. La loi foncière interdit toutes les décisions liées à la propriété qui entraînent le refus des droits fonciers aux femmes. En outre, la Constitution ougandaise de 1995 interdit également la discrimination fondée sur le sexe, accordant aux hommes et aux femmes des droits égaux. Bien que la loi foncière et divers systèmes de droits fonciers accordent aux femmes la propriété foncière, il est prouvé que ces mesures ne garantissent pas toujours correctement les droits de propriété des femmes en termes d'accès et de gestion de la terre. L'une des raisons en est le droit coutumier en Ouganda et sa tendance à accorder aux femmes moins de droits à la propriété qu'aux hommes.
Lors de la création de la loi foncière de 1998, il a été proposé que le gouvernement rende obligatoire la copropriété des terres par les époux, mais la proposition n'a pas été adoptée. Cette loi a abouti à l'octroi de droits égaux à la terre ne nécessitant pas la copropriété légale de la propriété. Par exemple, les rapports considèrent que les couples mariés sont copropriétaires de la terre, seuls les hommes des ménages sont majoritairement répertoriés dans les documents de propriété. Le nom officiel, ou le titre, sur les documents de propriété affecte les véritables droits fonciers des femmes. La loi foncière ne tient pas non plus compte des procédures de droit coutumier, en particulier en ce qui concerne l'acquisition par les veuves de la terre de leur défunt mari. C'est-à-dire que les femmes n'héritent généralement pas des terres de leur mari car il est de tradition que les hommes laissent leurs terres à leur tribu, et non à leur veuve. Cette tendance est le résultat de tentatives visant à garantir que la terre reste au sein de la tribu, sans risquer que les femmes puissent vendre la terre à des personnes extérieures à la tribu. Par conséquent, les femmes peuvent avoir la copropriété de la terre avec son mari, mais sans droits de propriété garantis, une veuve peut se voir refuser la terre de son défunt mari.
Les femmes ont mis en place des stratégies pour revendiquer des terres et posséder légalement des biens, malgré certaines lois coutumières qui leur accordent moins de droits de propriété. En fait, les femmes utilisent de plus en plus les systèmes juridiques formels, comme les tribunaux d'instance, pour obtenir un accès formel à la terre. Les femmes sont également devenues propriétaires de la terre en l'achetant elles-mêmes, ce qui est un moyen de contourner les problèmes de copropriété. Il est important de noter que selon Varieties of Democracy, les sondages d'opinion publique montrent que les Ougandais pensent que depuis 1994, plusieurs femmes ont des droits de propriété privée, une minorité de la population féminine ne jouissant que de peu ou pas de droits de propriété. En outre, les données sur l'opinion publique montrent qu'entre 1995 et 2017, au moins la moitié des femmes détiennent la plupart des droits de propriété disponibles dans le pays.

### Droits dans le mariage
La Constitution de l'Ouganda clarifie la question des droits de la famille et émet quatorze recommandations sur ces droits dans son texte. En vertu de la Constitution de l'Ouganda, l'âge légal du mariage pour les hommes et les femmes est de dix-huit ans. Cependant, il existe des preuves solides de filles en Ouganda quittant l'école pour devenir une enfant mariée. Selon l'ambassade des États-Unis en Ouganda, en 2017, l'Ouganda était confronté à l'un des taux de mariage précoce les plus élevés au monde. Il a été rapporté que 40% des filles en Ouganda se sont mariées avant d'avoir dix-huit ans. En 2017, 10 % des filles ougandaises étaient mariées avant l'âge de quinze ans.
Lors de la création de la Constitution ougandaise, la pratique culturelle de la dot a été débattue, l'Assemblée constituante s'étant prononcée contre son abolition. Le prix de la mariée est légal en Ouganda et est l'acte traditionnel du marié payant pour sa mariée avec de l'argent, du bétail ou des biens. En 2007, une organisation non gouvernementale a porté la question du prix de la mariée devant la Cour constitutionnelle en invoquant des préoccupations concernant la constitutionnalité de la coutume, mais la cour a jugé la légalité de la pratique. En 2015, cependant, la Cour suprême ougandaise (en) a jugé illégal pour un marié de demander le remboursement de la dot en cas de dissolution du mariage.
La Constitution stipule en outre que les hommes et les femmes ont droit à des droits égaux à toutes les étapes du mariage, même pendant la dissolution du mariage. L'article 4 de la loi sur le divorce stipulait que pour pouvoir demander avec succès la dissolution d'un mariage devant les tribunaux, un mari devait démontrer un motif (c'est-à-dire l'adultère) au tribunal. Pour demander le divorce, une épouse doit prouver au moins deux circonstances (c'est-à-dire un changement d'appartenance religieuse, épouser une autre épouse, adultère incestueux ou bigame) devant le tribunal. Cependant, l'Association des femmes juristes a porté l'affaire devant les tribunaux, alléguant que l'article 4 était inconstitutionnel sur la base de la discrimination fondée sur le sexe. La Cour constitutionnelle a statué en faveur de l'Association des femmes juristes, mais la législature ougandaise n'a pas encore amendé la Constitution pour se conformer à la décision de la Cour.

### Violence sexuelle

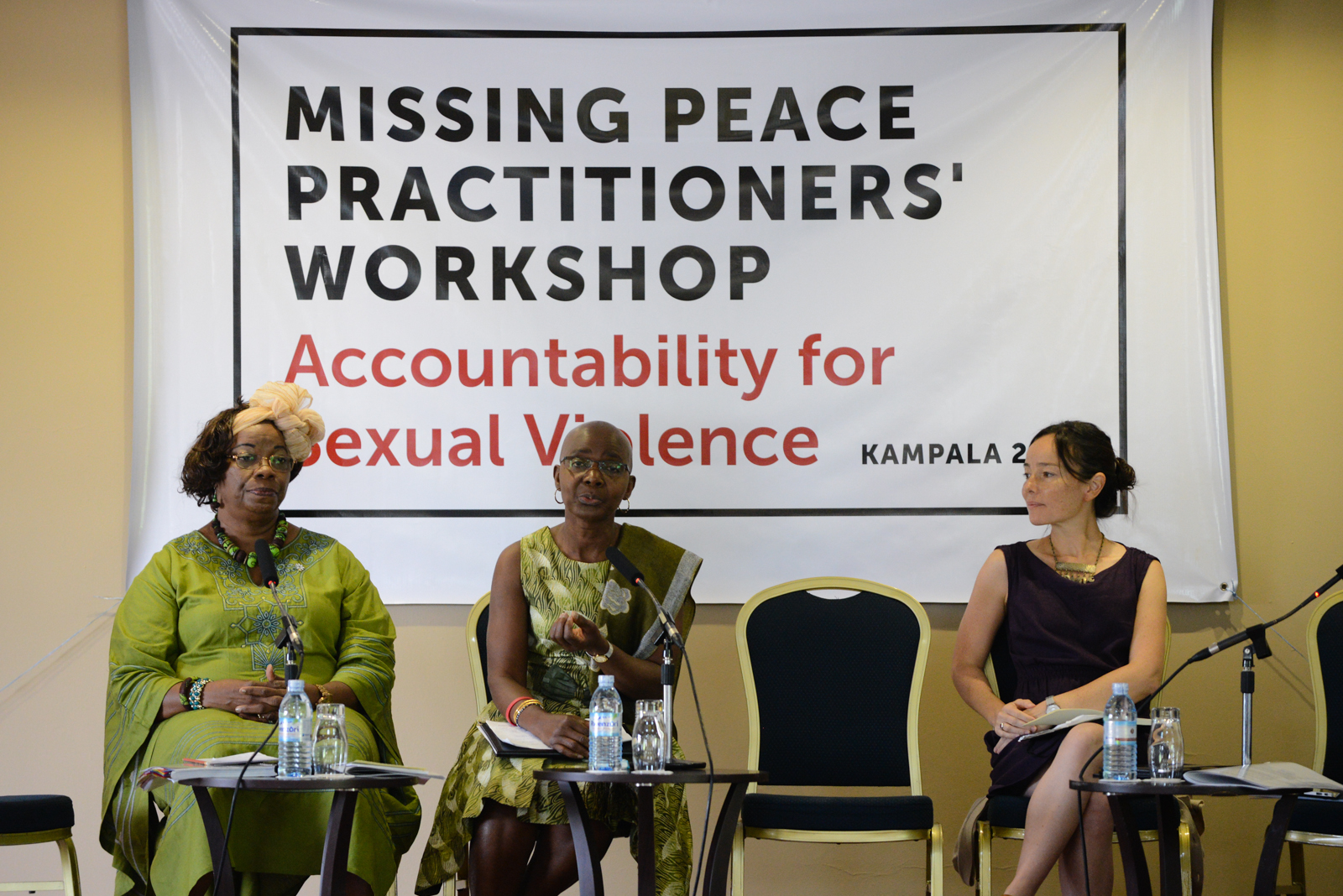
En août 2015, les dirigeants du Kenya, du Liberia, de la Sierra Leone, de l'Ouganda, de l'est de la République démocratique du Congo et du Soudan du Sud se sont réunis à Kampala, en Ouganda, pour discuter de la manière dont ils documentent et poursuivent les violences sexuelles dans leurs pays respectifs.

L'histoire de la violence sexuelle dans le nord de l'Ouganda voit des individus subir des violences sexuelles en période de conflit entre les années 1986 et 2006. Il a été signalé que les deux camps de l'insurrection, l'Armée de résistance du Seigneur (LRA) et les Forces de défense du peuple ougandais (UPDF), ont commis des actes de violence sexuelle et sexiste. Dans les camps de déplacés, il y a eu un nombre élevé d'actes de violence sexiste (viols, agressions physiques) perpétrés par des soldats de la LRA et de l'UPDF, mais aussi par des membres de la famille et des connaissances dans les camps. Pendant cette période d'insurrection, des femmes auraient participé à des actes sexuels avec des soldats de la LRA et de l'UPDF comme technique de survie. Les hommes victimes de violences sexuelles en période de conflit étaient très répandus tout au long de ces années. C'était une stratégie de guerre militaire courante utilisée par les soldats de l'État contre le peuple Acholi. En fait, la violence sexuelle contre les hommes est souvent utilisée comme tactique pour émasculer ou féminiser les victimes.
L'Ouganda a mis en œuvre des lois et des politiques dans le but de protéger les victimes et les survivants de violences sexuelles. Cependant, la violence domestique dans le pays est répandue et en augmentation. Le rapport sur la criminalité de la police ougandaise de 2016 a noté que les cas d'enquête sur la violence sexiste dans le pays avaient augmenté de 4 % par rapport à l'année précédente. Selon le rapport 2018 du Fonds des Nations unies pour l'enfance, 35 % des femmes ougandaises âgées de 18 à 24 ans ont subi des violences sexuelles avant l'âge de dix-huit ans. Il existe également une pléthore de cas de violences sexuelles dans le pays qui ne sont pas signalés.
Plusieurs lois et politiques (c. Par exemple, la loi sur la violence domestique envisage le mariage légal mais ne traite pas de la violence entre couples cohabitants.
Cela étant dit, l'Ouganda a connu quelques succès en matière de violence à l'égard des femmes. Entre les années 2011 et 2017, les décès dus à la violence domestique ont diminué de 54 %, selon les rapports de police sur les crimes. En 2016, une politique appelée National Gender Based Violence (GBV) a été mise en place. Cette politique détaille les responsabilités des différents secteurs gouvernementaux dans l'arrêt et la réponse à la violence sexuelle Un programme via GBV s'est associé à des membres des Nations Unies pour améliorer la violence sexiste dans les régions de Busoga et Karamoja .

## Le travail des enfants
Selon le département américain du Travail, l'Ouganda a fait des progrès significatifs dans l'élimination des pires formes de travail des enfants en 2013. Cependant, les enfants mineurs continuent de se livrer à des activités pénibles, principalement dans le secteur agricole et dans l'exploitation sexuelle commerciale. Le rapport du Département sur les pires formes de travail des enfants indique que 30 % des enfants âgés de 5 à 14 ans sont des enfants qui travaillent et que 95 % d'entre eux travaillent dans le secteur agricole, cueillant du café et du thé, cultivant du riz, élevant du bétail et pêchant entre autres. activités. Des cas de travail des enfants ont également été observés dans l'industrie minière (fabrication de briques et production de charbon de bois) et dans le secteur des services. Les formes catégoriques de travail des enfants en Ouganda comprenaient l'exploitation sexuelle et militaire. En décembre 2014, le département a publié une liste des biens produits par le travail des enfants ou le travail forcé où 10 biens ont été répertoriés sous le pays de l'Ouganda. Ceux-ci comprenaient des briques, du bétail, du charbon de bois, du café, du poisson, du riz, de la canne à sucre, du thé et du tabac.
En 2020, à Kampala, l'impact causé par le COVID-19 et la fermeture des écoles ont poussé de nombreux enfants à l'exploitation du travail des enfants, qui est également alimenté par une aide gouvernementale inadéquate.

## Classements historiques
Voici un tableau des classements de l'Ouganda depuis 1972 dans les rapports Freedom in the World, publiés chaque année par Freedom House (1 correspond à "libre", 7 à "non libre") ,.
| Année | Droits politiques | Liberté civiles | Statut              | Président       |
| 1972  | 7                 | 7               | Non libre           | Idi Amin        |
| 1973  | 7                 | 7               | Non libre           | Idi Amin        |
| 1974  | 7                 | 7               | Non libre           | Idi Amin        |
| 1975  | 7                 | 7               | Non libre           | Idi Amin        |
| 1976  | 7                 | 7               | Non libre           | Idi Amin        |
| 1977  | 7                 | 7               | Non libre           | Idi Amin        |
| 1978  | 7                 | 7               | Non libre           | Idi Amin        |
| 1979  | 6                 | 6               | Non libre           | Idi Amin        |
| 1980  | 4                 | 4               | Partiellement libre | Godfrey Binaisa |
| 1981  | 5                 | 5               | Partiellement libre | Milton Obote    |
| 1982  | 5                 | 5               | Partiellement libre | Milton Obote    |
| 1983  | 4                 | 5               | Partiellement libre | Milton Obote    |
| 1984  | 4                 | 5               | Partiellement libre | Milton Obote    |
| 1985  | 5                 | 4               | Partiellement libre | Milton Obote    |
| 1986  | 5                 | 4               | Partiellement libre | Tito Okello     |
| 1987  | 5                 | 4               | Partiellement libre | Yoweri Museveni |
| 1988  | 5                 | 5               | Partiellement libre | Yoweri Museveni |
| 1989  | 6                 | 4               | Partiellement libre | Yoweri Museveni |
| 1990  | 6                 | 5               | Partiellement libre | Yoweri Museveni |
| 1991  | 6                 | 6               | Non libre           | Yoweri Museveni |
| 1992  | 6                 | 5               | Non libre           | Yoweri Museveni |
| 1993  | 6                 | 5               | Non libre           | Yoweri Museveni |
| 1994  | 5                 | 5               | Partiellement libre | Yoweri Museveni |
| 1995  | 5                 | 4               | Partiellement libre | Yoweri Museveni |
| 1996  | 4                 | 4               | Partiellement libre | Yoweri Museveni |
| 1997  | 4                 | 4               | Partiellement libre | Yoweri Museveni |
| 1998  | 4                 | 4               | Partiellement libre | Yoweri Museveni |
| 1999  | 5                 | 5               | Partiellement libre | Yoweri Museveni |
| 2000  | 6                 | 5               | Partiellement libre | Yoweri Museveni |
| 2001  | 6                 | 5               | Partiellement libre | Yoweri Museveni |
| 2002  | 6                 | 4               | Partiellement libre | Yoweri Museveni |
| 2003  | 5                 | 4               | Partiellement libre | Yoweri Museveni |
| 2004  | 5                 | 4               | Partiellement libre | Yoweri Museveni |
| 2005  | 5                 | 4               | Partiellement libre | Yoweri Museveni |
| 2006  | 5                 | 4               | Partiellement libre | Yoweri Museveni |
| 2007  | 5                 | 4               | Partiellement libre | Yoweri Museveni |
| 2008  | 5                 | 4               | Partiellement libre | Yoweri Museveni |
| 2009  | 5                 | 4               | Partiellement libre | Yoweri Museveni |
| 2010  | 5                 | 4               | Partiellement libre | Yoweri Museveni |
| 2011  | 5                 | 4               | Partiellement libre | Yoweri Museveni |
| 2012  | 5                 | 4               | Partiellement libre | Yoweri Museveni |
| 2013  | 6                 | 4               | Partiellement libre | Yoweri Museveni |
| 2014  | 6                 | 5               | Non libre           | Yoweri Museveni |
| 2015  | 6                 | 5               | Non libre           | Yoweri Museveni |
| 2016  | 6                 | 5               | Non libre           | Yoweri Museveni |
| 2017  | 6                 | 4               | Partiellement libre | Yoweri Museveni |
| 2018  | 6                 | 5               | Non libre           | Yoweri Museveni |
| 2019  | 6                 | 5               | Non libre           | Yoweri Museveni |
| 2020  | 6                 | 5               | Non libre           | Yoweri Museveni |
| 2021  | 6                 | 5               | Non libre           | Yoweri Museveni |
| 2022  | 6                 | 5               | Non libre           | Yoweri Museveni |